# 台江鯨豚館
23°01′34″N 120°08′36″E / 23.0259886°N 120.1432512°E
台江鯨豚館是位於臺灣臺南市安南區的一處博物館，即四草野生動物保護區所在區域內，於2005年4月8日開幕時隸屬臺南市政府建設及產業管理處（2010年縣市合併後，業務拆分為臺南市經發局、農業局與工務局）。

## 館藏物
台江鯨豚館藏有2004年1月26日於臺南市西門路爆裂的抹香鯨的內臟標本，原骨架標本則已移至南瀛海洋保育教育中心進行保存展示，標本由國立成功大學王建平教授帶領團隊花費一年多製作完成。
目前骨架標本區則由1997年7月所發現的布氏鯨所取代。這個標本實為台灣外海第一次發現的布氏鯨遺體，同時也是臺灣首次製作布氏鯨的骨骼標本。曾在2009年與2010年於遠雄海洋公園與臺灣博物館土銀展示館展示，館內的解說看板上則有介紹幾個鯨魚擱淺的歷史及原因。
周圍則設立鹽田生態文化村與台江鯨豚救援中心。

## 外部連結
- 安平港國家歷史風景區-自然生態：鹽田生態 （页面存档备份，存于）（參觀「台江鯨豚館」免收門票）
- 台江鯨豚館 - 臺灣國際醫療全球資訊網
- 鯨豚及魚類 - 台江國家公園